# منظمة السلام الأسترالية
منظمة السلام الأسترالية هي منظمة غير هادفة للربح وغير دينية مقرها في ملبورن أستراليا، والتي كانت نشطة من 2005 إلى 2009. كان هدفها المعلن هو تعزيز السلام العالمي من خلال التعليم. تأسست المنظمة في مايو 2005 من قبل مجموعة من الطلاب من جامعة ملبورن، وكان آخر رئيس لها هو الدكتور آرون بول.
ضغطت منظمة السلام الأسترالية على الحكومة الأسترالية لدعم الاحتفال بوقف إطلاق النار العالمي في اليوم الدولي للسلام. ونشرت المجلة الأسترالية لدراسات السلام مع نشر العدد الأخير منها في عام 2009. وفي يوليو 2006 منحت جائزة السلام الأسترالية الافتتاحية للدكتورة هيلين كالديكوت «لالتزامها الطويل الأمد بزيادة الوعي حول المخاطر الطبية والبيئية للجنود». مُنحت جائزة عام 2007 لمحامي ملبورن جوليان بيرنسايد كيو سي «لمعارضته الشديدة للاحتجاز الإلزامي وحل المحيط الهادئ، وبذل كل ما في وسعه لمساعدة اللاجئين الفارين من الحرب والاضطهاد في أوطانهم». لم تُمنح جائزة السلام الأسترالية منذ عام 2009. عارضت منظمة السلام الأسترالية تعدين اليورانيوم وتخصيب اليورانيوم وتوليد الطاقة النووية.